# スコット・ルーベン
スコット・ルーベン（Scott S. Reuben、1958年 - ）は、男性の麻酔科医で、事件を起こした当時は、米国・ボストンにあるタフツ大学医学部の麻酔科学・ 疼痛学・教授、スプリングフィールド (マサチューセッツ州)にある病院・ベイステイト医学センター（en:Baystate Medical Center）病院の疼痛科・主任だった。
ルーベンは、疼痛に関する研究で多数の論文を発表し、この分野の有力研究者だった。彼の研究成果は、整形外科手術に伴う世界中の数百万人の患者の苦痛軽減に影響を及ぼした 。
ルーベンは「不正研究としては最長で最も広範囲に及ぶ臨床試験」を行なっていた。この長期で広範囲の臨床試験は、架空であって、実際には実施していなかった。サイエンティフィック・アメリカンは、ルーベンを同時期に発覚した巨額詐欺事件の犯人であるバーナード・L・マドフの医学界版となぞらえた。

## 経歴と研究
ルーベンは米国・コロンビア大学を卒業し、1985年（27歳）、ニューヨーク州立大学バッファロー校の医学研究科で医師になり、シカゴのマウント・サイナイ医療センター（en:Mount Sinai Medical Center）で麻酔科の研修医を勤めた。
1991年（33歳）、タフツ大学医学部関連病院であるベイステイト医学センター（en:Baystate Medical Center）病院 の疼痛科に移籍し、後に主任となった。
ルーベンは、現在、手術後鎮痛で主に使用されている多様式鎮痛（multimodal analgesia）に関する著名な医師で、特に、整形外科手術と脊椎の最小侵襲手術において多様式鎮痛を使用することの提唱者だった。
2000年ころ、ルーベンは、非ステロイド系抗炎症薬(NSAID)を使用する第一世代鎮痛薬から、メルク・アンド・カンパニー社の鎮痛薬・ビオックス(en:Vioxx）、ファイザー社の鎮痛薬・ベクストラ（en: Bextra）、セレコキシブ(en:Celebrex)のようなCOX-2を選択的に阻害する医薬品を使用する新しい第二世代鎮痛薬に移行するように整形外科の領域で発言していた。

## 研究関連事件

### 不正研究の発覚
2007年ころから、数人の麻酔科学研究者は、ルーベンの研究が否定的な結果を示さないことから、疑念を抱き、監視を始めていた 。
2008年5月、ベイステイト医学センター病院の定例監査で、病院の「研究週間」にルーベンが発表するつもりだった2つの研究が病院の承認を得ていないことが発覚した。
2009年3月10日、ベイステイト医学センター病院のスポークスウーマンであるジェーン・アルバート（Jane Albert）は、ルーベン（51歳）がいくつかの論文に記載している臨床試験を、ルーベンは実際には、実施しておらず、少なくとも1996年以降の21論文で研究データを捏造していたと発表した。

### 不正研究の内容
- 実在しない患者を捏造し論文に記載していた[5] 。
- ファイザーから7万3千ドルの研究助成金を得て、手術後の疼痛への鎮痛薬・セレコキシブ(en:Celebrex)の効果を臨床試験（治験）したことになっている。50人の患者が、セレコキシブを投与され、50人の患者がプラセボを投与されたことになっているが、この臨床試験は実施されていなかった。そして、論文として出版したのである[6]。下の不正論文リストの19-21番の論文のどれかまたは全部である（推定）。
- ルーベンはエヴァン・エクマン（Evan F. Ekman）と共著で論文を出版したが、共著者になっているエクマン当人はルーベンの研究に参加していなかった[5]。また、論文の共著者になっていることも知らなかった[1][3]。下の不正論文リストの18-20番の論文のどれかまたは全部である（推定）。
- ルーベンは、ファイザーから2002年から2007年までの5年間に多額の研究費を5回、援助された。しかも、彼はファイザー社に登録された有給講演者だった。それで、ファイザーに有利な研究論文を発表し、ファイザーに有利な講演を医療関係者にしていた。これらは、明らかに助成金バイアスのかかった利益相反違反である[7][8]。ルーベンは、さらに、彼が研究していた鎮痛剤の安全性と有効性に関して、自分の捏造データを添えて、食品医薬品局に彼が研究した鎮痛剤の使用を制限しないようにとの手紙を書いていた[8]。このように、ルーベンは、ファイザー社の鎮痛薬・ベクストラ（en: Bextra）、セレコキシブ(en:Celebrex)、プレガバリン(en:Lyrica)、それに メルク・アンド・カンパニー社の鎮痛薬・ビオックス(en:Vioxx）にとって都合の良い結果を捏造し、論文発表、講演、報告をしていた。不正発覚後、これらの鎮痛薬を使用しても患者に有害ではないとされたが、同時に、ルーベンが主張するほど治療に有効ではないともされた。さらに彼の論文は、ワイエス（en:Wyeth）社の抗うつ薬（en:Effexor）が鎮痛剤として使用できるとも主張していた。
- 虚偽データが含まれている論文10報を、学術誌『麻酔と無痛覚（en:Anesthesia & Analgesia）』に発表した。下の不正論文リストの1-4、7、14、15、19-20番の論文である。

『麻酔と無痛覚』の編集長で、米国・スタンフォード大学・麻酔科学教授であるスティーブン・シェーファー（en:Steven Shafer）は、「ルーベンは、自分の発見を大幅に拡大解釈していると述べている」。「彼の発見はこの分野に巨大な影響を及ぼしていた」ので、それらが不正研究だと判明した今、「ルーベン事件は麻酔科学の歴史のなかで最大の不正行為である」とも述べている。ポール・ホワイト(同じ学術誌のもう一人の編集者)は、ルーベンの研究が正しければ、数十億ドルの鎮痛薬の売上に貢献しただろう、と述べている。
アメリカ合衆国保健福祉省のヒト研究保護オフィス（en:Office for Human Research Protections）の前所長・グレッグ・コスキー（Greg Koski）は、査読でルーベンの論文の不正がチェックされず、結果としてルーベンが13年間も論文不正を続けていたのは異常だと述べている 。

### 不正論文リスト
1996年から2008年までの13年間の21不正論文。
1. Reuben SS, Connelly NR. Postarthroscopic meniscus repair analgesia with intraarticular ketorolac or morphine. Anesth Analg 1996;82:1036-1039.
2. Reuben SS, Connelly NR, Maciolek H. Postoperative analgesia with controlled-release oxycodone for outpatient anterior cruciate ligament surgery. Anesth Analg 1999;88:1286-1291.
3. Reuben SS, Reuben JP. Brachial plexus anesthesia with verapamil and/or morphine. Anesth Analg 2000;91:379-383.
4. Reuben SS, Connelly NR. Postoperative analgesic effects of celecoxib or rofecoxib after spinal fusion surgery. Anesth Analg 2000;91:1221-1225.
5. Reuben SS, Vieira P, Faruqui S, Verghis A, Kilaru P, Maciolek H. Local administration of morphine to bone following spinal fusion surgery. Anesthesiology 2001;95:390-394.
6. Reuben SS, Fingeroth R, Krushell R, Maciolek H. Evaluation of the safety and efficacy of the perioperative administration of rofecoxib for total knee arthroplasty. J Arthroplasty 2002;17:26-31.
7. Reuben SS, Steinberg RB, Maciolek H, Manikantan P. An evaluation of the analgesic efficacy of intravenous regional anesthesia with lidocaine and ketorolac using a forearm versus upper arm tourniquet. Anesth Analg 2002;95:457-460.
8. Reuben SS, Gutta SB, Sklar J, Maciolek H. Effect of initiating a multimodal analgesic regimen upon patient outcomes after anterior cruciate ligament reconstruction for same-day surgery: a 1200-patient case series. Acute Pain 2004;6:87-93.
9. Reuben SS, Rosenthal EA, Steinberg RB, Faruqi S, Kilaru PR. Surgery on the affected upper extremity of patients with a history of complex regional pain syndrome: the use of intravenous regional anesthesia with clonidine. J Clin Anesth 2004;16:517-522.
10. Reuben SS, Makari-Judson G, Lurie SD. Evaluation of efficacy of the perioperative administration of venlafaxine XR in the prevention of postmastectomy pain syndrome. J Pain Symptom Manage 2004;27:133-139.
11. Reuben S. The effect of intraoperative valdecoxib administration on PGE2 levels in the CSF. J Pain 6(suppl 1):S21. Abstract 649.
12. Reuben SS, Ekman EF. The effect of cyclooxygenase-2 inhibition on analgesia and spinal fusion. J Bone Joint Surg Am 2005;87:536-542.
13. Reuben SS, Gutta SB, Maciolek H, Sklar J, Redford J. Effect of initiating a preventative multimodal analgesic regimen upon long-term patient outcomes after anterior cruciate ligament reconstruction for same-day surgery: a 1200-patient case series. Acute Pain 2005;7:65-73.
14. Reuben SS, Pristas R, Dixon D, Faruqi S, Madabhushi L, Wenner S. The incidence of complex regional pain syndrome after fasciectomy for Dupuytren’s contracture: a prospective observational study of four anesthetic techniques. Anesth Analg 2006;102:499-503.
15. Reuben SS, Buvanendran A, Kroin JS, Raghunathan K. The analgesic efficacy of celecoxib, pregabalin, and their combination for spinal fusion surgery. Anesth Analg 2006;103:1271-1277.
16. Reuben SS, Buvanendran A, Kroin JS, Raghunathan K. Analgesic efficacy of celecoxib, pregabalin, and their combination for spinal fusion surgery. Anesthesiology 2006;105:A1194.
17. Reuben SS, Buvanendran A, Kroin JS, Steinberg RB. Postoperative modulation of central nervous system prostaglandin E2 by cyclooxygenase inhibitors after vascular surgery. Anesthesiology 2006;104:411-416.
18. Reuben SS, Ekman EF, Raghunathan K, Steinberg RB, Blinder JL, Adesioye J. The effect of cyclooxygenase-2 inhibition on acute and chronic donor-site pain after spinal-fusion surgery. Reg Anesth Pain Med 2006;31:6-13.
19. Reuben SS, Ekman EF, Charron D. Evaluating the analgesic efficacy of administering celecoxib as a component of multimodal analgesia for outpatient anterior cruciate ligament reconstruction surgery. Anesth Analg 2007;105:222-227.
20. Reuben SS, Ekman EF. The effect of initiating a preventive multimodal analgesic regimen on long-term patient outcomes for outpatient anterior cruciate ligament reconstruction surgery. Anesth Analg 2007;105:228-232.
21. Reuben SS, Buvanendran A, Katz B, Kroin JS. A prospective randomized trial on the role of perioperative celecoxib administration for total knee arthroplasty: improving clinical outcomes. Anesth Analg 2008;106:1258-1264.

## 不正研究の結末

### 地位と資格
ルーベンは、タフツ大学を解雇され、マサチューセッツ医師登録委員会から医師免許が永久にはく奪された。

### 裁判
2010年1月7日、ルーベン（52歳）は医療詐欺（Health care fraud）の1つについて有罪を認めた。検察官は、ルーベンが実施していない研究で数千ドルの研究費を得たと主張した 。
2010年2月21日、彼は、裁判官マイケル・ポンソー（en:Michael Ponsor）の前で正式に有罪を認めた。
2010年5月24日、ポンソーは、6か月禁固刑、3年間の監視下保釈、製薬会社に5,000ドルの罰金の支払、政府に5万ドル没収、製薬会社に36万ドル賠償、の刑罰を彼に言い渡した。
司法取引で、生涯、医者にならないとした。いずれにせよ、ほとんどの州は既決重罪犯者に医師免許を与えない。